# Верховна Рада Естонської РСР
Верховна рада Естонської РСР — вищий однопалатний орган державної влади Естонської РСР (Естонії), що діяв з 1940 до 1992 року.
29 вересня 1992 року, відповідно до нової конституції Естонії, ухваленої 28 червня 1992, склала повноваження на користь Державних зборів Естонії (Рійгікогу).

## Скликання
- 1 скликання (1940–1946)
- 2 скликання (1947–1950)
- 3 скликання (1951–1954)
- 4 скликання (1955–1959)
- 5 скликання (1959–1962)
- 6 скликання (1963–1966)
- 7 скликання (1967–1970)
- 8 скликання (1971–1975)
- 9 скликання (1975–1979)
- 10 скликання (1980–1984)
- 11 скликання (1985–1990)
- 12 скликання (1990–1992)

## Керівники

### Голови
- Вольдемар Сассі (25 серпня 1940 — ?)
- Август Крюндель (5 березня 1947 — ?)
- Йоосеп Саат (5 квітня 1955 — 23 квітня 1959)
- Гаральд Ільвес (23 квітня 1959 — 18 квітня 1963)
- Вайно Вяльяс (18 квітня 1963 — 20 квітня 1967)
- Арнольд Кооп (20 квітня 1967 — 18 грудня 1968)
- Ільмар Вахе (18 грудня 1968 — 4 липня 1975)
- Йоганнес Лотт (4 липня 1975 — 13 грудня 1978)
- Юрі Суурханс (13 грудня 1978 — 5 липня 1982)
- Матті Педак (5 липня 1982 — 27 березня 1985)
- Вальде Роосмаа (27 березня 1985 — 18 травня 1989)
- Енн-Арно Сілларі (18 травня 1989 — 28 березня 1990)
- Арнольд Рюйтель (29 березня 1990 — 6 жовтня 1992)

### Голови Президії
- Йоганнес Барбарус (25 серпня 1940 — 29 листопада 1946)
- вакант (29 листопада 1946 — 5 березня 1947)
- Едуард Пялль (5 березня 1947 — 4 липня 1950)
- Август Якобсон (4 липня 1950 — 4 лютого 1958)
- Йоганн Ейхфельд (4 лютого 1958 — 12 жовтня 1961)
- Олексій Мюрісепп (12 жовтня 1961 — 7 жовтня 1970)
- вакант (7 жовтня — 22 грудня 1970)
- Артур Вадер (22 грудня 1970 — 25 травня 1978)
- вакант (25 травня — 26 липня 1978)
- Йоганнес Кебін (26 липня 1978 — 8 квітня 1983)
- Арнольд Рюйтель (8 квітня 1983 — 28 березня 1990)